# Gunda Förster
Gunda Förster (* 1967 in Berlin) ist eine deutsche Künstlerin und Hochschullehrerin. Sie lebt und arbeitet seit Anfang der 2010er Jahre überwiegend in Wismar.

## Leben
Förster studierte von 1991 bis 1997 Bildende Kunst an der Hochschule der Künste in Berlin. Von 2007 bis 2009 war sie Gastprofessorin an der Leibniz Universität in Hannover. Seit 2015 hat sie die Professur Kunst im Kontext von Architektur und Design der Hochschule Wismar inne. Gunda Förster arbeitet medienübergreifend mit Installation, Video, Fotografie und Malerei.

## Ausstellungen (Auswahl)
- 1995: Neuer Berliner Kunstverein, Berlin[1]
- 1996: Kunstverein Düsseldorf[2]
- 1999: Moderna Museet, Stockholm[3]
- 1999: KW Institute for Contemporary Art, Berlin[4]
- 2001: Kunstverein Hannover[5]
- 2004: Kunsthalle Mannheim[6]
- 2008: Galerie für Zeitgenössische Kunst Leipzig[7]
- 2010: Kunstraum des Deutschen Bundestages[8]
- 2012: Montevideo Biennale[9]
- 2013: Turner Contemporary Margate[10]
- 2013: Kunstraum des Deutschen Bundestages[11]
- 2014: de Appel, Amsterdam[12]
- 2015: New Media Gallery Vancouver[13]
- 2017: Kunstmuseum Celle[14]

## Permanent installierte Werke im öffentlichen Raum

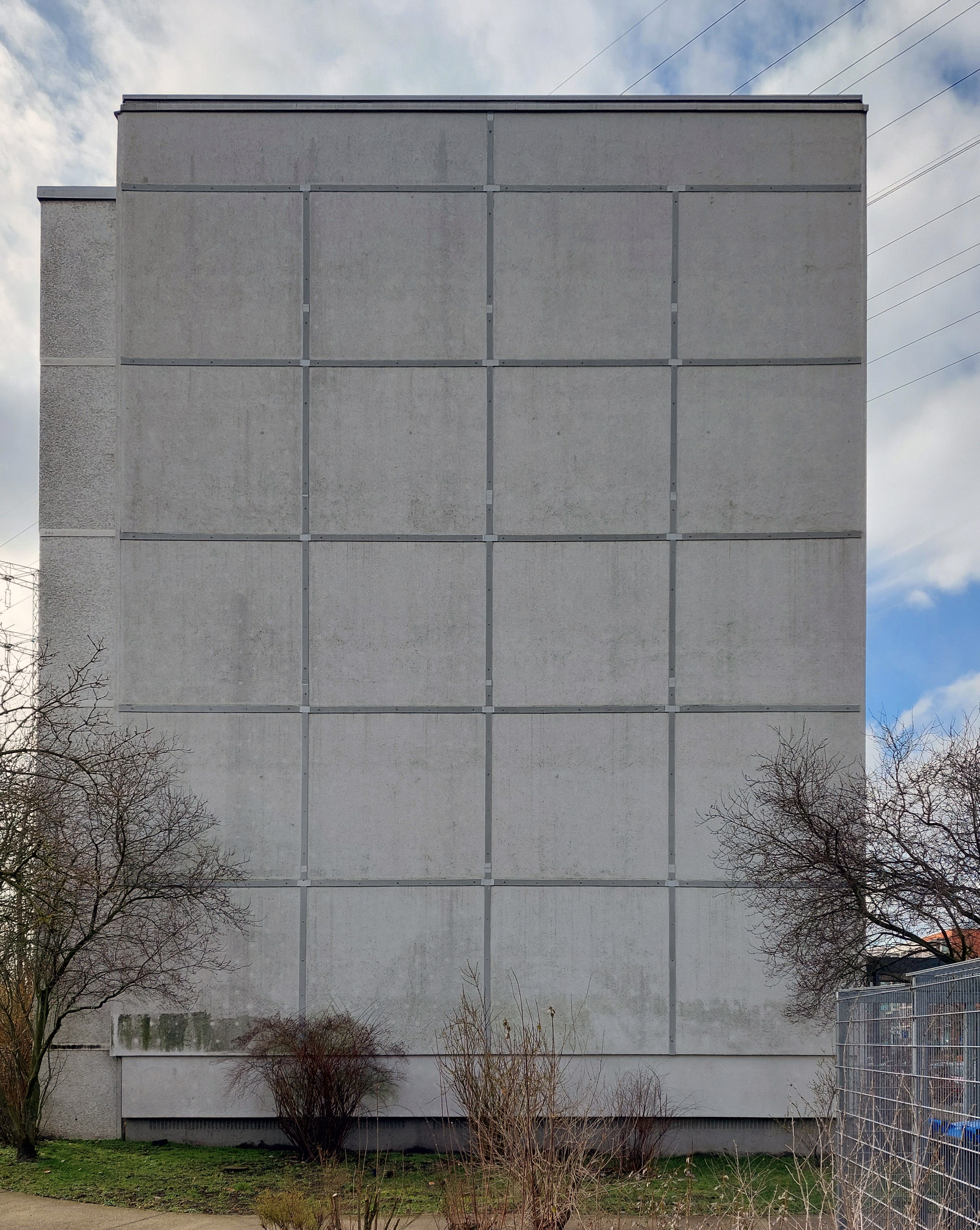
Wandbild ohne Titel, Gülzower Straße 102, in Berlin-Hellersdorf

- 1996: Wandbild ohne Titel, Fassadenbild in Berlin-Hellersdorf mit Reflexfarben breit nachgemalte Fugen eines Plattenbaus und ganz unten, in der ersten Reihe, einige Personen angedeutet
- 1997: Sophie-Gips-Höfe, Berlin, 5 Durchgänge[15]
- 1999: Neues Museum Weimar, Blitze[16]
- 2001: Deutsche Ausgleichsbank, Bonn, Spiegelungen
- 2007: Hellweg ein Lichtweg, Lippstadt, Schweigen[17]
- 2007: SNCF bridges, Communauté d’Agglomération, 
Nice Cote d’Azur, Blue[18]
- 2010: City Hall, Vancouver, Ice light[19]
- 2012: Deutscher Bundestag, Wilhelmstraße 65, Berlin, Tunnel[20]
- 2016: Hauptfeuerwache München, Skala[21]
- 2018: Markierung, permanente Lichtinstallation, Zeche Schlägel & Eisen, Herten

## Auszeichnungen und Preise
- 1996: 1. Preisträgerin Deutscher Kunstpreis
- 1998: Karl-Schmidt-Rottluff-Stipendium
- 2003: Hector-Kunstpreis
- 2018: Preisträgerin: Kunstwettbewerb Neubau und Umbau des Labor- und Bürogebäudes IRIS Adlershof der Humboldt-Universität zu Berlin

## Werke in öffentlichen Sammlungen
- Berlinische Galerie
- Deutsche Ausgleichsbank
- Deutscher Bundestag
- Deutscher Künstlerbund
- Galerie für Zeitgenössische Kunst Leipzig
- Kunsthalle Mannheim
- Kunstsammlungen zu Weimar